# Alexa (plante)
Genre
Classification phylogénétique
Alexa est un genre de plantes à fleurs dicotylédones de la famille des Fabaceae (légumineuses), sous-famille des Faboideae, originaire d'Amérique du Sud, qui comprend une dizaine d'espèces . 

## Liste d'espèces
Selon The Plant List (19 décembre 2018) :
- Alexa bauhiniiflora Ducke
- Alexa canaracunensis Pittier
- Alexa confusa Pittier
- Alexa cowanii Yakovlev
- Alexa grandiflora Ducke
- Alexa herminiana N.Ramirez
- Alexa imperatricis (R.H.Schomb.) Baill.
- Alexa leiopetala Sandwith
- Alexa superba R.S. Cowan
- Alexa surinamensis Yakovlev
- Alexa wachenheimii Benoist